# Долина на Лоара
Долината на Лоара (на френски: Val de Loire, Вал дьо Лоар) е географски регион във Франция по средното течение на река Лоара, разположен в двата административни региона Пеи дьо ла Лоар и Център-Вал дьо Лоар. В една част от протежението си (между Сули и Шалон, Sully-sur-Loire, Chalonnes-sur-Loire) долината е включена в списъка с обекти на световното наследство на ЮНЕСКО. Регионът е известен със своето винопроизводство и замъци.

## География
Долината на Лоара пресича Франция от югоизток на северозапад, а в района на Орлеан завива на запад. В нея се намират историческите градове Амбоаз, Анже, Блоа, Шинон, Монсоро, Орлеан и Тур. В административно отношение е в двата региона Пеи дьо ла Лоар и Център-Вал дьо Лоар. Най-голям град е Орлеан.

## Лозарство
На територията на долината се отглеждат лозя още от времената на Римската империя, когато римляните завоюват галия през I век. Към V век процъфтяващото лозарство в района е отбелязано в трудовете на Сидоний Аполинарий, а епископ Григорий Турски съобщава в История на франките за честите нападения от страна на бретонците с цел грабеж на вино. През Развитото средновековие вината с произход от долината на Лоара са най-ценените вина в Англия и Франция и надминават вината от Бордо..
В края на XIX век голяма част от лозята е унищожена от нашествие на лозова филоксера.

## Замъци
Преди да бъде построен Версайският дворец долината на Лоара е предпочитаното място за провинциалните резиденции на краля и придворните. В долината са разположени няколко десетки замъка или шато (на френски: château), отворени за посещение. Най-големите от тях са държавни музеи, но някои са частна собственост. Сред тях е замъкът Амбоаз, върнат от френската държава на наследниците на кралското семейство. Замъците са съсредоточени главно по средното течение на реката. Голяма част от тях датират от средните векове, но са преустроени по време на Ренесанса.
Някои от най-известните замъци са: Шамбор, Монсоро, Блоа, Шенонсо и др.